# Judith Herrin
Judith Herrin (née le 16 octobre 1942) est une historienne et archéologue britannique spécialiste de l'Antiquité tardive. Elle a été professeure d'Antiquité tardive et d'études byzantines et chercheuse principale puis émérite pour le projet Constantin Leventis au King's College de Londres.

## Biographie

### Éducation
Judith Herrin fait ses études secondaires à la Bedales School. Elle étudie ensuite l'histoire à l'université de Cambridge, et obtient son doctorat en 1972 à l'université de Birmingham. Elle complète également sa formation à Paris, Athènes et Munich.

### Carrière
Judith Herrin travaille comme archéologue à l'École britannique d'Athènes et sur le site de la mosquée Kalenderhane à Istanbul en tant que chercheuse pour la Dumbarton Oaks Research Library and Collection. 
Entre 1991 et 1995, elle est professeure ("Stanley J. Seeger Professor") d'histoire byzantine à l'université de Princeton. 
En 1995, elle est nommée professeure en Antiquité tardive et études byzantines au King's College de Londres (KCL), et y assume également la direction du Centre d'études helléniques. 

### Vie privée
Elle prend sa retraite en 2008 et accède à l'éméritat. Elle est présidente de l'Association internationale des Études byzantines en 2011. En 2016, elle remporte le prix Dr A. H. Heineken pour l'Histoire.

## Réception
En 2013, G. W. Bowersock, historien de la Grèce antique, de Rome et du Proche-Orient, a déclaré dans le New York Review of Books que The Formation of Christendom avait, depuis sa publication en 1987, permis à « beaucoup d'historiens de soudainement découvrir qu'au début du Moyen Âge, le christianisme était bien plus complexe qu'ils ne l'avaient jamais imaginé ». Son livre Unrivalled Influence: Women and Empire in Byzantium avec son « point de vue comparatif sur Byzance, l'Europe Chrétienne et l'Islam reflète une vie vouée au travail sur l'Empire byzantin ».
Son ouvrage de 2007 destiné à un plus large public, Byzantium: The Surprising Life of a Medieval Empire a également été bien reçu par les historiens. Norman Stone, a déclaré au Guardian : « Herrin est une experte de Ravenne à l'époque de Justinien, avec ses extraordinaires mosaïques qui ont survécu à la Seconde Guerre Mondiale (quand les bombardements alliés pouvaient être impitoyables) et elle est également une référence dans l'étude de ce singulier phénomène byzantin (et russe), la femme au pouvoir. » Il conclut que « Judith Herrin a la particularité de pouvoir s'insinuer dans l'esprit de Byzance, et de surligner particulièrement l'importance du côté artistique. Un très bon livre, du début à la fin ». Dans le Daily Telegraph, Noel Malcolm a aussi écrit : « ses lecteurs en général sont pour la plupart des gens dont les leçons d'histoire à l'école leur ont présenté l'Occident avec comme séquence chronologique "Rome - Âges sombres - Moyen Âge - Renaissance". Leurs cerveaux ont besoin de certains ré-étalonnages afin de pouvoir comprendre le modèle de développement de la "Rome de l'Orient" ; c'est la tâche à laquelle Judith Herrin s'est attelée avec brio ».

## Distinctions
- Dr A. H. Heineken Prix pour l'Histoire (2016) pour ses recherches novatrices sur les cultures médiévales des civilisations du bassin Méditerranéen et l'établissement de l'importance primordiale de l'Empire Byzantin dans l'histoire[11].
- Croix d'or de l'Ordre de l'Honneur pour services rendus à l'hellénisme décernée par le Président de la République Hellénique de la Grèce (2002)
- Médaille du Collège de France (2000)
- Vice-Présidente du comité de Rédaction, Past & Present
- Membre du Conseil d'administration du Warburg Institute de l'Université de Londres (1995-2001)
- L'Université de Londres l'a nommée gouverneure de la Camden School for girls (1995-2002)
- Chercheuse pour la Society of Antiquaries
- Membre du comité de l'Académie Britannique pour la Prosopography of the Byzantine Empire
- Membre du comité britannique pour la réunification des marbres du Parthénon

## Œuvres
- Margins and Metropolis: Authority across the Byzantine Empire (Princeton University Press, 2013)  (ISBN 978-0-691-15301-8 et 978-1-400-84522-4).
- Unrivalled Influence: Women and Empire in Byzantium (Princeton University Press, 2013)  (ISBN 978-0-691-15321-6 et 978-1-400-84521-7).
- Byzantium: The Surprising Life of a Medieval Empire (Allen Lane, the Penguin Press, London, 2007; Princeton University Press, Princeton, 2008)  (ISBN 978-0-691-13151-1), Greek, Italian, Japanese, Korean, Polish, Spanish, Swedish, and Turkish translations (2009-11), Princeton paperback  (ISBN 978-0-691-14369-9).
- Personification in the Greek World, éds. Emma Stafford et Judith Herrin (Ashgate: Aldershot 2005)  (ISBN 978-0-7546-5031-7).
- Porphyrogenita: Essays on the History and Literature of Byzantium and the Latin East in Honour of Julian Chrysostomides, éds J. Herrin, Ch. Dendrinos, E. Harvalia-Crook, J. Harris (Publications pour le Centre of Hellenic Studies, King's College London. Aldershot 2003).  (ISBN 978-0-7546-3696-0).
- Mosaic. Byzantine and Cypriot Studies in Honour of A.H.S. Megaw, éds. J. Herrin, M. Mullett, C. Otten-Froux (Supplementary Volume to the Annual of the British School at Athens, 2001)  (ISBN 0-904887-40-5).
- Women in Purple. Rulers of Medieval Byzantium (Weidenfeld and Nicolson, 2001, Princeton University Press, 2002)  (ISBN 978-1-84212-529-8) [on Irene (empress), Euphrosyne (9th century) and Theodora (9th century)]. Spanish translation (2002), Greek translation (2003), Czech translation (2004), Polish translation (2006).
- A Medieval Miscellany (Weidenfeld and Nicolson, 1999)  (ISBN 978-0-670-89377-5), Dutch and Spanish translations (2000).
- The Formation of Christendom (Princeton University Press and Basil Blackwell, 1987). Revised, illustrated paperback edition (Princeton University Press and Fontana, London, 1989), reissued by Phoenix Press, London, 2001,  (ISBN 978-1-84212-179-5).
- Constantinople in the Early Eighth Century: The Parastaseis Syntomoi Chronikai, Introduction, Translation and Commentary, édité avec Averil Cameron. Columbia Studies in the Classical Tradition, vol. X (Leiden, 1984).  (ISBN 90-04-07010-9).
- Iconoclasm, édité avec Anthony Bryer (Centre for Byzantine Studies, University of Birmingham, 1977).  (ISBN 0-7044-0226-2).
- Ravenna: Capitals of Empire, Crucible of Europe, (Allen Lane, 2020),  (ISBN 978-1846144660), French translation (2023).